# يحيى كيبي
يحيى كيبي (11 يوليو 1985 في واغادوغو) (بالفرنسية: Yahia Kébé)‏ لاعب كرة قدم بوركينابي يلعب حاليا لصالح نادي الدرجة الوطنية تروا الفرنسي منذ 2007 في مركز المهاجم .
لعب كيبي في أندية تورسي (1999-2002) بلاكبيرن روفرز (2002-2003) بوردو (2003-2005) ليبورن (2005-2007) .
شارك كيبي مع منتخب بوركينا فاسو في 23 مباراة دولية مسجلا 8 أهداف منذ سنة 2005 .
أخيه الأصغر بوبكر كيبي يلعب مهاجما في نادي الدرجة الثانية ستراسبورغ الفرنسي .

## روابط خارجية
- يحيى كيبي على موقع رابطة كرة القدم الفرنسية للمحترفين (الإنجليزية)
- يحيى كيبي على موقع قاعدة بيانات كرة القدم.إي يو (الإنجليزية)
- يحيى كيبي على موقع ليكيب (الفرنسية)
- يحيى كيبي على موقع ناشيونال فوتبول تيمز (الإنجليزية)
- يحيى كيبي على موقع Soccerway.com (الإنجليزية)
- يحيى كيبي على موقع كووورة